# Caron Wheeler
Caron Melina Wheeler (Londres, Inglaterra; 19 de enero de 1963) es una cantante británica de R&B y soul ganadora de dos premios Grammy, que ganó fama por ser la vocalista de dos grandes éxitos del grupo Soul II Soul ("Keep on Movin'" y "Back to Life (However Do You Want Me)"). También fue vocalista de Elvis Costello en 1983, y de Howard Jones en 1985. Además, hizo coros en la canción Chains of Love del álbum de Erasure, The Innocents, en 1988.

## Carrera

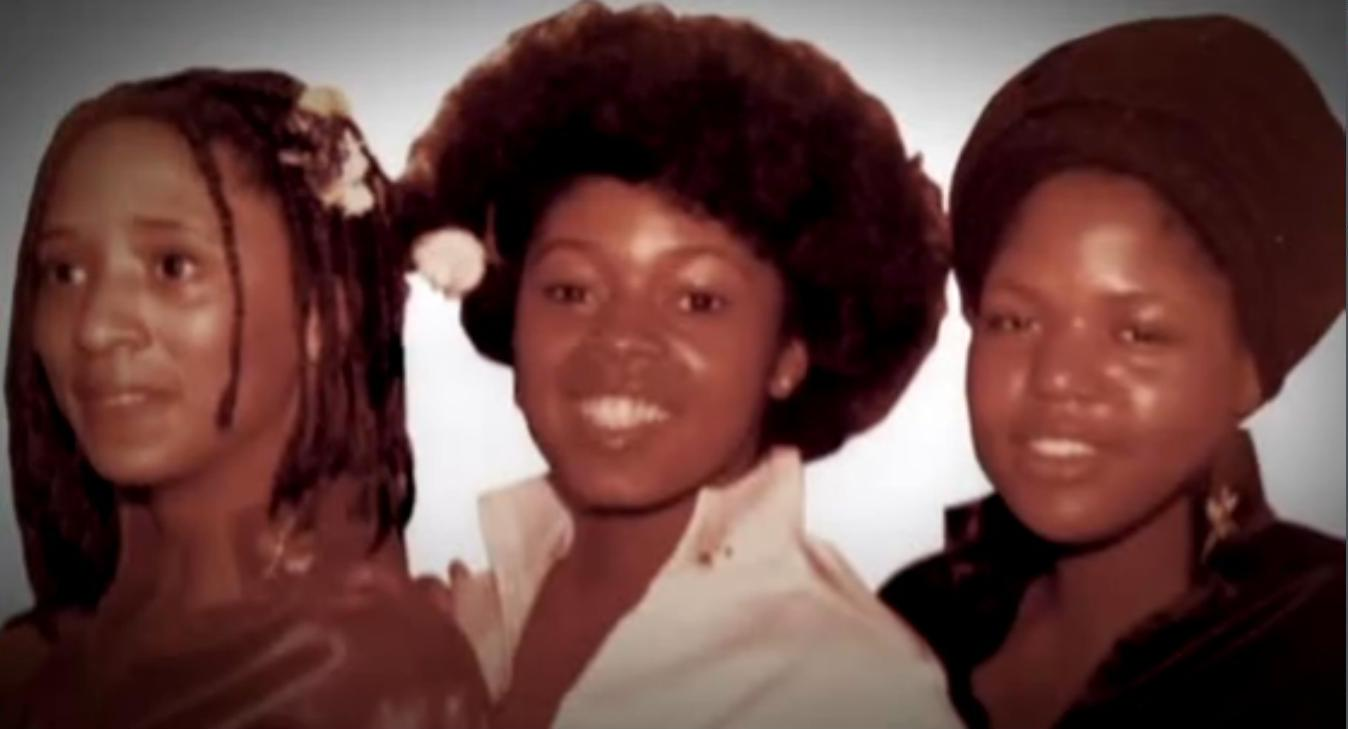
Imagen del grupo Brown Sugar: izquierda - Carol Simms, centro - Caron Wheeler, derecha - Pauline Catlin.

Wheeler fue una miembro fundadora del grupo vocal femenino Brown Sugar, junto con el vocalista Kofi, cuyo solo éxito "Black is My Colour" es considerado en los círculos del reggae como un clásico.cita requerida[cita requerida] Los dos se reunieron en octubre del 2005 en la gala anual de la Asociación de la Policía Negra Metropolitana en el Barbican, en Londres.
Después de su éxito con Soul II Soul, Wheeler se embarcó en una carrera en solitario, y ha publicado dos álbumes: U.K. Blak (1990) y Beach of the War Goddess (1993). Su mayor éxito en solitario es el sencillo "Livin' in the Light", de su primer álbum en solitario, que alcanzó el #53 en el Billboard Hot 100 y pasó una semana como el #1 en el Billboard Hot Dance Club Play en 1989. También alcanzó el #14 en el UK Singles Chart.
Otro éxito de Wheeler es el sencillo "U.K. Blak" que alcanzó el #40 en el UK Singles Chart. Ella también fue parte, con Soul II Soul, de la banda sonora de la película de Ángela Bassett How Stella Got Her Groove Back de 1998. Más recientemente, Wheeler participó en el álbum de Richard X Richard X Presents Hits X-Factor Vol. 1 del 2003.
El 2003 contribuyó con el tema "Another Star" para el álbum tributo a Stevie Wonder Conception - An Interpretation of Stevie Wonder's Songs.
Durante la década de 1980, fue miembro del cuarteto vocal femenino Afrodisiak, y cantó en grabaciones de Madness, Elvis Costello y Dexy's Midnight Runners, entre otros.
Actualmente está trabajando en un nuevo álbum en solitario que se publicará el 2009. También se ha dedicado a grabar con Jazzie B para un nuevo álbum de Soul II Soul para su lanzamiento el 2009.

## Discografía

### Álbumes
- U.K. Blak (1990)
- Beach of the War Goddess (1993)

### Sencillos
- "Livin' in the Light" (1990)
- "U.K. Blak" (1990)
- "Blue (Is the Colour of Pain)" (1991)
- "Don't Quit" (1991)
- "I Adore You" (1992)
- "Beach of the War Goddess" (1993)
- "In Our Love" (1993)
- "Soul Street" (1993)
- "Star" (1999)